# Schuller
Schuller ist ein deutscher Familienname.

## Namensträger
- Alexander Schuller (* 1934), deutscher Soziologe
- Anna Maria Schuller (* 1984), deutsche Jazzmusikerin
- Bettina Schuller (1929–2019), deutsche Autorin
- Betty Schuller (1860–1904), siebenbürgisch-sächsische Malerin
- Björn Schuller (* 1975), deutscher Wissenschaftler der Elektrotechnik, Informationstechnik und Informatik sowie Unternehmer
- Bobby Schuller (* 1981), US-amerikanischer Fernseh-Pastor und Autor
- Brigitte Schuller (1934–2016), deutsche Bildende Künstlerin
- Chris Schuller, deutscher Evangelist
- David Schuller (* 1980), österreichischer Eishockeyspieler
- Ed Schuller (* 1955), US-amerikanischer Jazz-Kontrabassist
- Florian Schuller (* 1946), deutscher katholischer Geistlicher
- Frieder Schuller (* 1942), rumänisch-deutscher Schriftsteller
- George Schuller (* 1958), US-amerikanischer Jazz-Schlagzeuger, Komponist und Arrangeur
- Gerald Schuller (* 1968), österreichischer Pianist und Keyboarder
- Gerd Schuller (* 1953), österreichischer Musiker
- Gottlieb Schuller (1879–1959), österreichischer Glasmaler und Mosaikkünstler
- Gunther Schuller (1925–2015), US-amerikanischer Komponist, Musikwissenschaftler und Hornist
- Hellfried Schuller (* 1938), österreichischer Politiker (FPÖ), Salzburger Landtagsabgeordneter
- Horst Schuller Anger (1940–2021), rumänischer Philologe und Literaturhistoriker
- Jean-Claude Schuller (* 1956), luxemburgischer Fernschachspieler
- Josef Schuller (1897–1993), österreichischer Politiker (NSDAP), Bürgermeister von Wels
- Konrad Schuller (* 1961), deutscher Journalist
- Kristian Schuller (* 1970), deutscher Modefotograf
- Lina Schuller (* 1986), deutsche Schauspielerin
- Ludwig Schuller (* 1923), deutscher Fußballspieler
- Manfred Schuller (* 1953), deutscher Bauforscher und Hochschullehrer
- Maria José Schuller (* 1965), portugiesische Beachvolleyballspielerin
- Marianne Schuller (1942–2023), deutsche Literaturwissenschaftlerin
- Marie Schuller (Politikerin) (1863–1944), österreichische Politikerin
- Marie-Claire Schuller (* 1992), deutsche Schauspielerin
- Matthias Schuller (* 1987), deutscher Posaunist und Komponist
- Michael Schuller (* 1993), deutscher Nordischer Kombinierer
- Michelle Schuller (* 1947), französische Schriftstellerin
- Robert Schuller (1926–2015), US-amerikanischer Fernsehprediger und Autor
- Robert Schuller (Architekt) (1929–1990), österreichischer Architekt und Hochschullehrer
- Robert Anthony Schuller (* 1954), US-amerikanischer Fernsehprediger und Autor
- Rudolf Schuller (1916–1995), ungarischer Schriftsteller
- Thomas Schuller-Götzburg (* 1966), österreichischer Diplomat
- Victor Schuller (Journalist) (1917–2001), deutscher Journalist
- Victor Schuller (* 1995), französischer Skirennläufer
- Walter Schuller (* 1942), österreichischer Tiermediziner und Hochschullehrer
- Wolfgang Schuller (1935–2020), deutscher Althistoriker